# Kansa Indijanci
Kansa (Kaw, Konza).- Pleme Siouan Indijanaca, iz grupe Dhegiha, nastanjeno izvorno duž rijeke Kansas u Kansasu a od 1873 u Oklahomi, gdje žive i danas. Najpoznatiji pripadnik plemena bio je Charles Curtis, 31. potpredsjednik SAD-a. 

## Ime
Ime Kansa, javlja se u više sličnih oblika a u Siouan jeziku znači " South Wind People," često puta skračivano u Kaw. Njihovo vlastito ime za sebe je Hútañga. Njihovi bliži i dalji susjedi nazivali su ih raznim imenima. Kod Indijanaca Comanche nazivani su po svome načinu češljanja, slično kao kod Vrana, imenom "without a lock of hair on the forehead," ili u comanche jeziku Móhtawas. Oni su poznati i u Coronadovima pričama kao Guaes, a od ostalih naziva zabilježeni su Ukase (Fox Indijanci) i Alähó, kod plemena Kiowa. 

## Sela
- Bahekhube, južno od Kansas Rivera, Kansas.
- Cheghulin, 2 sela; (1) na južnoj obali Kansas Rivera, i (2) na jednoj pritoci Kansas Rivera, istočno od Blue Rivera.
- Djestyedje, Kansas River blizu Lawrencea.
- Gakhulin, lokacija nepoznata.
- Gakhulinulinbe, Kansas River.
- Igamansabe, na Big Blue River.
- Inchi, na Kansas River.
- Ishtakhechiduba, Kansas River.
- Manhazitanman, Kansas River, blizu Lawrencea.
- Manhazulin, Kansas River.
- Manhazulintanman, Kansas River.
- Manyinkatuhuudje, na ušću Big Blue Rivera.
- Neblazhetama, na zapadnoj obali Mississippija nekoliko milja od ušća Missouri Rivera, a few miles above mouth of Missouri River, u današnjem Missouriju.
- Niudje, Kansas River, 4 milje od Kansas Cityja, Missouri.
- Padjegadjin, Kansas River.
- Pasulin, Kansas River.
- Tanmangile, Big Blue River.
- Waheheyingetseyabe, lokacija nepoznata.
- Wazhazhepa, lokacija nepoznata.
- Yuzhemakancheubukhpaye, lokacija nepoznata.
- Zandjezhinga, lokacija nepoznata.
- Zandzhulin, na Kaw Agency, Indian Territory (1882.).
- Zhanichi, Kansas River.

## Povijest
Kanse su najsrodniji s plemenom Osage s kojima su zajedno negdje do 1500. živjeli u dolinama Wabasha i Ohaja s ostalim plemenima grupe Dhegiha. Negdje 1500. dolazi do cijepanja Dhegiha od kojih se odvajaju preci današnjih Omaha. Kanse su se odvajanjem od Osedža nastanili na ušću rijeke Kansas, i moguće su pleme koje 1541. susreće Coronadovi ljudi nazivajući ih Guasco. Sljedeće godine, 1542., otac Juan de Padilla vraća se u Kansas kako bi pokrstio Indijance, ali ga ovi ubiju. Tijekom 17. stoljeća postaju aktivni Francuzi koji 1686. podižu Arkansas Post, da bi 1693 došlo do aktivnije trgovine s Indijancima koja se nastavlja i u 18. stoljeće. Etienne Venyard Sieur de Bourgmont 1724. uspostavlja trgovačke kontakte s Kansa Indijancima na području današnjeg okruga Doniphan. Susreti izgleda nisu uvijek bili miroljubivi, ili je dolazilo do konflikata, jer 1725. Kanse su razorili Fort Orleans. Nešto prije dolaska Lewisa i Clarka, točnije 1795., obitelj Chouteau započinje trgovinu krznom s Kansama.  Ulaskom u 19. stoljeće Kanse će uskoro izgubiti zemlju. Već 1832. plemena Kickapoo, Potawatomi, Kaskaskia, Peoria, Wea i Piankashaw preseljena su u Kansas ,gdje se za njih otvaraju rzervati. Već 4 godine kasnije (1836.) preseljena su i plemena Sac, Fox i Iowa, 1840. Indijanci Miami i 1843. pleme Wyandot, koje je obitavalo uz Velika Jezera. Indijanci su smetnja bijelim naseljenicima pa se plemena preseljavaju iz raznih krajeva današnjeg SAD-a, pretežito na područje koje je prozvano Indian Territory, danas Oklahoma. Pleme Kansa 1846. silom prepušta 2,000,000 akara svoje zemlje SAD-u a oni su prewseljeni jugoistočno od Council Grovea, gdje ostaju do 1873. kada prodaju rezervat i kupuju zemlju u Oklahomi, u blizini plemena Osage.

## Etnografija
Kansa Indijanci su jedno od prerijskih plemena koje se osim lovom na bizone bavilo i farmerskim poslovima. Poglavice kod Kansa isprvo su se birali po svojoj mudrosti i hrabrosti, kasnije ovaj čin postaje nasljedan. Nasmbe su bile čunjastog oblika, ponekad je u jednoj ovakvoj kolibi moglo živjeti i dvije do tri obitelji. Reguliranje porijekla, nasljeđivanja i stupanja u brak identični su kao i kod plemena Ponca, drugog Dhegiha plemena. Morgan Kanse smatra 'najdivljijim' plemenom domorodaca Sjeverne Amerike, ali istovremeno i veoma inteligentnim i zanimljivim po svojim običajima. 
Kod Kansa nalazimo običaje jedenja pasjeg mesa. Prije nego što bi polazili u rat, kaže James George Frazer, priređivali su u poglavičinoj kolibi gozbe čije je glavno jelo bilo pasje meso. Pas po mišljenu Kansa, mora uliti u hrabrost u onoga tko jede njegovo meso, jer pas će se za svoga gospodara boriti do posljednje kapi krvi. Ovakav oblik magije kod Kansa nazivamo prijenosna magija.
Morgan kod Kansa nalazi 14 klanova a on je egzogaman i patrilinearan, to su:
1. Jelen (Ta-ke-ka-she’-ga; Deer). 2. Medvjed (Sin’-ja-ye-ga; Bear). 3. Bizon (Mo-e’-kwe ah ha; Buffalo). 4. Orao bijeli {Hu-e’-ya; Eagle (white)}. 5.  Orao crni {Hun-go tin’-ga; Eagle (black)}. 6. Patak (Me-ha-shun’-ga; Duck). 7. Sjeverni jelen (0’-ps; Elk). 8. Rakun (Me-ka’; Raccoon). 9. Prerijski vuk (Sho’-ma-koo-sa; Prairie Wolf). 10. Kornjača (Do-ha-kel’-ya; Turtle). 11. Zemlja (Mo-e’ ka-ne ka’-she ga; Earth). 12. Jelenov rep (Da-sin-ja-ha-ga; Deer Tail). 13. Šator (Ic’-ha she; Tent). 14. Grom (Lo ne’-ka-she-ga; Thunder).
Dorsey 1897. nalazi rodove: 1, Manyinka (earth lodge); 2, Ta (deer); 3, Panka ( Ponca) ; 4, Kanze (Kansa) ; 5, Wa-sabe (black bear); 6, Wanaghe (ghost); 7, Kekin (carries a turtle on his back); 8, Minkin (carries the sun on his back); 9, Upan (elk); 10, Khuya (white eagle); 11, Han (night); 12, lbache (holds the firebrand to sacred pipes); 13, Hanga-tanga (large Hanga) ; 14, Chedunga (buffalo bull); 15, Chizhuwashtage (Chizhu peacemaker); 16, Lunikashinga (thunder-being people). Ovi rodovi čine 7 fraterija.

## Vanjske poveznice
- Michael J. Miller, Kansa  Arhivirana inačica izvorne stranice od 20. prosinca 2006. (Wayback Machine)
- Chiefs and Notables (slike)
- The Kansas/Kanza/Kaw Nation
- The Kansas/Kanza/Kaw Nation  Arhivirana inačica izvorne stranice od 17. listopada 2004. (Wayback Machine)
- Kaw Nation Today  Arhivirana inačica izvorne stranice od 22. prosinca 2006. (Wayback Machine)